# Copa Intercontinental 2019 (India)
La Copa Intercontinental 2019 (conocida como Copa Intercontinental Hero 2019 por motivos de patrocinio) fue la segunda edición de la Copa Intercontinental, un torneo de fútbol de 4 participantes que se celebró en el TransStadia Arena en la ciudad de Ahmedabad, India, del 7 al 19 de julio de 2019. El torneo fue organizado por la AIFF.

## Participantes
- Siria
- India
- Tayikistán
- Corea del Norte

## Fase de grupos

### Clasificación
| Pos. | Equipo          | PJ | PG | PE | PP | GF | GC | DG | Pts. |                        |
| ---- | --------------- | -- | -- | -- | -- | -- | -- | -- | ---- | ---------------------- |
| 1    | Tayikistán      | 3  | 2  | 0  | 1  | 6  | 3  | +3 | 6    | Clasificado a la final |
| 2    | Corea del Norte | 3  | 2  | 0  | 1  | 8  | 7  | +1 | 6    | Clasificado a la final |
| 3    | Siria           | 3  | 1  | 1  | 1  | 5  | 4  | +1 | 4    |                        |
| 4    | India           | 3  | 0  | 1  | 2  | 5  | 10 | −5 | 1    |                        |

### Fixture
| 7 de julio de 2019 | India                    | 2:4     | Tayikistán                                             | TransStadia Arena, Ahmedabad                               |                                                            |
| 20:00              | - Chhetri 4' (pen.), 41' | Reporte | - Tursunov 56' - Boboev 58' - Rahimov 71' - Samiev 75' | Asistencia: 7.293 espectadores Árbitro(s): Jasur Mukhtarov | Asistencia: 7.293 espectadores Árbitro(s): Jasur Mukhtarov |

| 8 de julio de 2019 | Siria                                                  | 5:2     | Corea del Norte                   | TransStadia Arena, Ahmedabad       |                                    |
| 20:00              | - Al Hamwi 41', 61' - Marmour 56', 65' - Al-Khatib 90' | Reporte | - Jong Il-gwan 3' - Ri Il-jin 78' | Árbitro(s): Venkatesh Ramachandran | Árbitro(s): Venkatesh Ramachandran |

| 10 de julio de 2019 | Tayikistán                   | 2:0     | Siria | TransStadia Arena, Ahmedabad                               |                                                            |
| 20:00               | - Tursunov 46' - Barotov 67' | Reporte |       | Asistencia: 732 espectadores Árbitro(s): Rahul Kumar Gupta | Asistencia: 732 espectadores Árbitro(s): Rahul Kumar Gupta |

| 13 de julio de 2019 | India                        | 2:5     | Corea del Norte                                                                 | TransStadia Arena, Ahmedabad                                 |                                                              |
| 20:00               | - Chhangte 51' - Chhetri 71' | Reporte | - Jong Il-gwan 8', 28' - Sim Hyon-jin 16' - Ri Un-chol 63' - Ri Hyong-jin 90+2' | Asistencia: 9.590 espectadores Árbitro(s): Akhrol Riskullaev | Asistencia: 9.590 espectadores Árbitro(s): Akhrol Riskullaev |

| 15 de julio de 2019 | Corea del Norte    | 1:0     | Tayikistán | TransStadia Arena, Ahmedabad                                    |                                                                 |
| 20:00               | - Ri Hyong-jin 33' | Reporte |            | Asistencia: 634 espectadores Árbitro(s): Venkatesh Ramachandran | Asistencia: 634 espectadores Árbitro(s): Venkatesh Ramachandran |

| 16 de julio de 2019 | India        | 1:1     | Siria                  | TransStadia Arena, Ahmedabad                                |                                                             |
| 20:00               | - Gahlot 52' | Reporte | - Al-Khatib 78' (pen.) | Asistencia: 10.000 espectadores Árbitro(s): Jasur Mukhtarov | Asistencia: 10.000 espectadores Árbitro(s): Jasur Mukhtarov |

## Final
| 19 de julio de 2019 | Tayikistán | 0:1     | Corea del Norte   | TransStadia Arena, Ahmedabad                                 |                                                              |
| 20:00               |            | Reporte | - Pak Hyon-il 71' | Asistencia: 1.832 espectadores Árbitro(s): Akhrol Riskullaev | Asistencia: 1.832 espectadores Árbitro(s): Akhrol Riskullaev |

## Campeón
| Copa Intercontinental 2019 |
| -------------------------- |
| Bandera de Corea del Norte |
| Corea del Norte            |

## Goleadores
| 3 goles - Sunil Chhetri - Jong Il-gwan | 2 goles - Ri Hyong-jin - Shadi Al Hamwi - Mohammad Marmour - Firas Al-Khatib - Komron Tursunov |